# Азербайджанская кухня

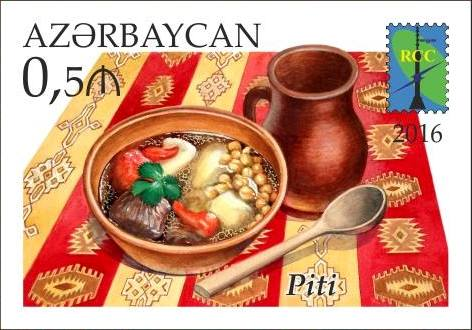
Азербайджанское блюдо — суп пити

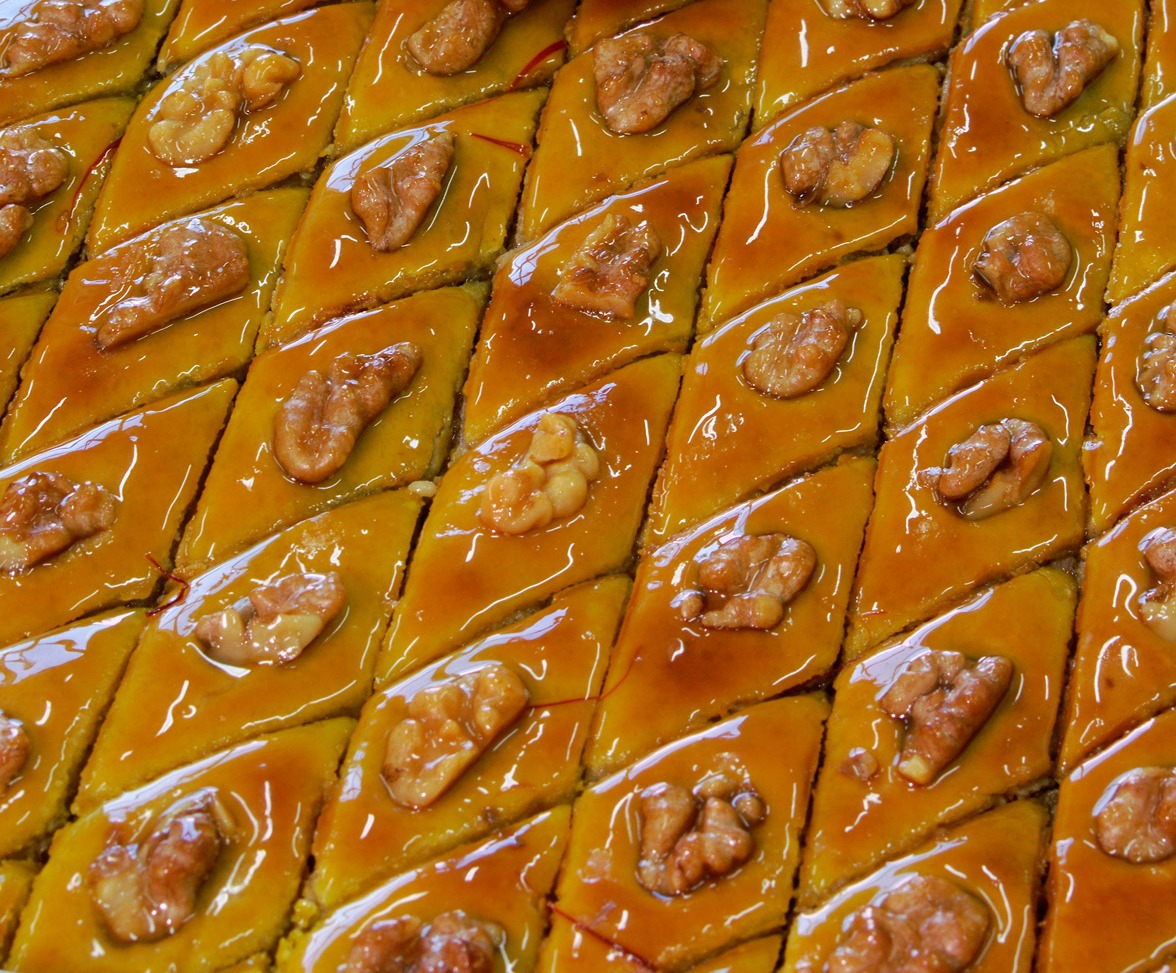
Азербайджанская пахлава

Азербайджанская кухня (азерб. Azərbaycan mətbəxi) — национальная кухня азербайджанского народа, являющейся также кухней народов Азербайджана.
Азербайджанская национальная пища отличается большим разнообразием, насчитывая десятки видов различных блюд: молочных, мясных, мучных, овощных и т. д. Сами способы приготовления и потребления пищи различны и многообразны. В прошлом пища различалась также в зависимости от географических условий и социального положения людей.

## Особенности азербайджанской кухни

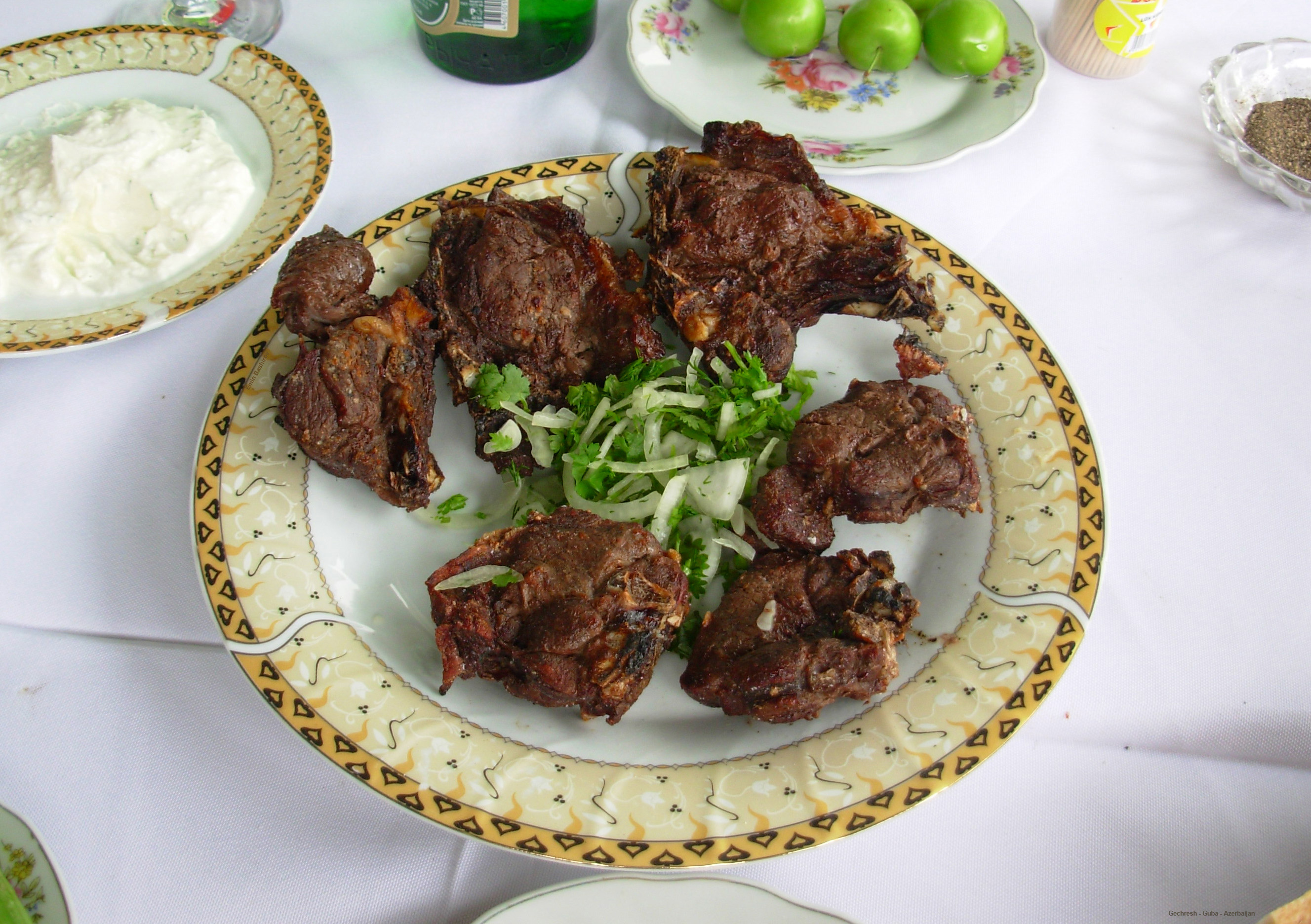
Кебаб из джейрана и горного козла

Широкое распространение в азербайджанской кухне получили шашлыки и блюда в тандыре. Имеются различные напитки, сладости. Отличительная особенность азербайджанской кухни — использование баранины для приготовления различных блюд. Гораздо в меньшей степени азербайджанцы потребляют говядину, птицу, рыбу. На формирование азербайджанской кухни оказали влияния требования ислама — в результате традиционно не представлены в ней блюда из свинины и блюда, содержащие алкоголь. Другая особенность азербайджанской кулинарии — острый вкус и неповторимый аромат, которые придают блюдам всевозможные специи и зелень: горький и душистый перец, базилик, корица, гвоздика, укроп, петрушка, кинза, мята, тмин и многие другие. Особо важное положение занимают шафран и сумах.
Первый из них является непременным компонентом для приготовления многочисленных пловов. Сумах, как правило, подается к различным мясным блюдам. В азербайджанской кухне широко используются овощи (помидоры, огурцы, баклажаны и другие), фрукты (яблоки, груши, айва, апельсины, лимоны), косточковые (сливы, алыча, абрикосы, персики). Также имеются различные виды долмы из баклажанов, помидоров и перца.
Некоторые блюда азербайджанской кухни готовятся в специальной посуде. Например, суп пити — в питишницах, пловы — в казанах, особых котлах с утолщённым дном и специальными крышками, в которых помещаются раскалённые угли, для того чтобы плов «упревал» равномерно. Для особого вида мясного ассорти — саджа — используют одноимённую сковороду с установленной под ней крохотной жаровней. Для приготовления кебаба и люля-кебаба используют различные шпажки, для первых блюд — чашки — каса, для тушения мяса — тас — небольшие кастрюльки и другое.
Одной из характерных черт азербайджанской кухни является то, что такие жидкие блюда, как пити, кюфта-бозбаш, парча-бозбаш у азербайджанцев было принято варить в небольшом количестве бульона, из-за чего эти супы получались густыми и могли быть не только первым, но и вторым блюдом. Для жидких блюд азербайджанцев особенно характерна заправка кусочками мелко нарезанного курдючного жира. Другой характерной чертой азербайджанской кухни (супов и других блюд) является раздельное приготовление и последовательное включение в состав блюд отдельных компонентов.

## Плов

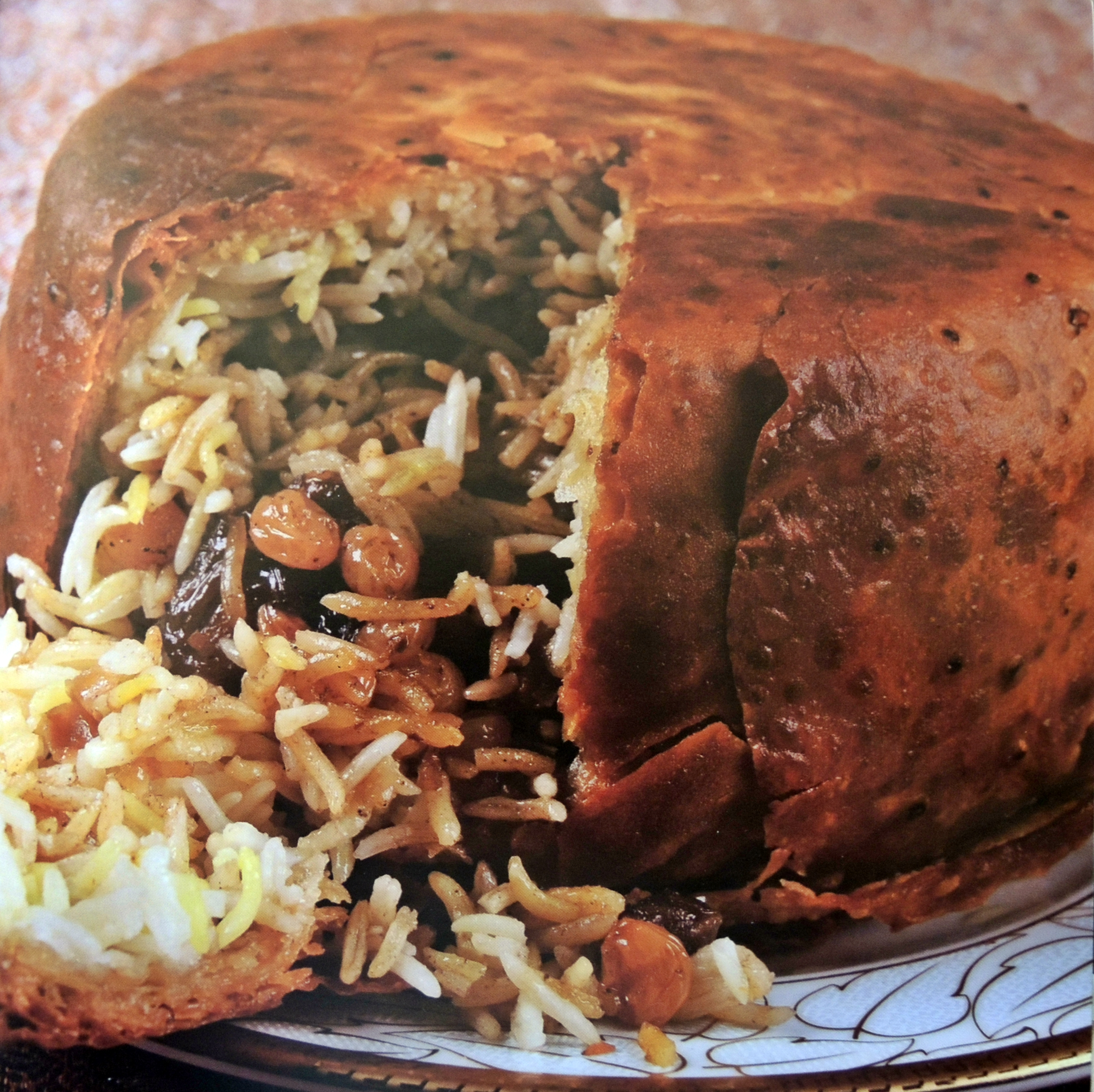
Шах-плов

Одним из наиболее известных блюд азербайджанской кухни является плов. Существует несколько разновидностей азербайджанского плова: говурма-плов (с бараниной), турщи-говурма-плов (с бараниной и кислыми фруктами), чий-дошамя-говурма-плов (с бараниной, тыквой и каштанами), тоюх-плов (с курицей, жаренной кусочками), тярчило-плов (с курицей или фаршированным цыплёнком), чыгыртма-плов (с курицей, залитой взбитым яйцом), фисинджан-плов (с дичью, орехами, кислыми фруктами и корицей), шешрянч-плов (яичный), сюдлу-плов (молочный) и ширин-плов (фруктовый сладкий). В отличие от других кухонь, здесь готовят отдельно рис и отдельно основу плова (тару) — мясо, фрукты и т. д., — соединяя всё это в одном блюде только при подаче на стол. Подача и еда азербайджанских пловов имеют свои традиции.

## Сладкие блюда

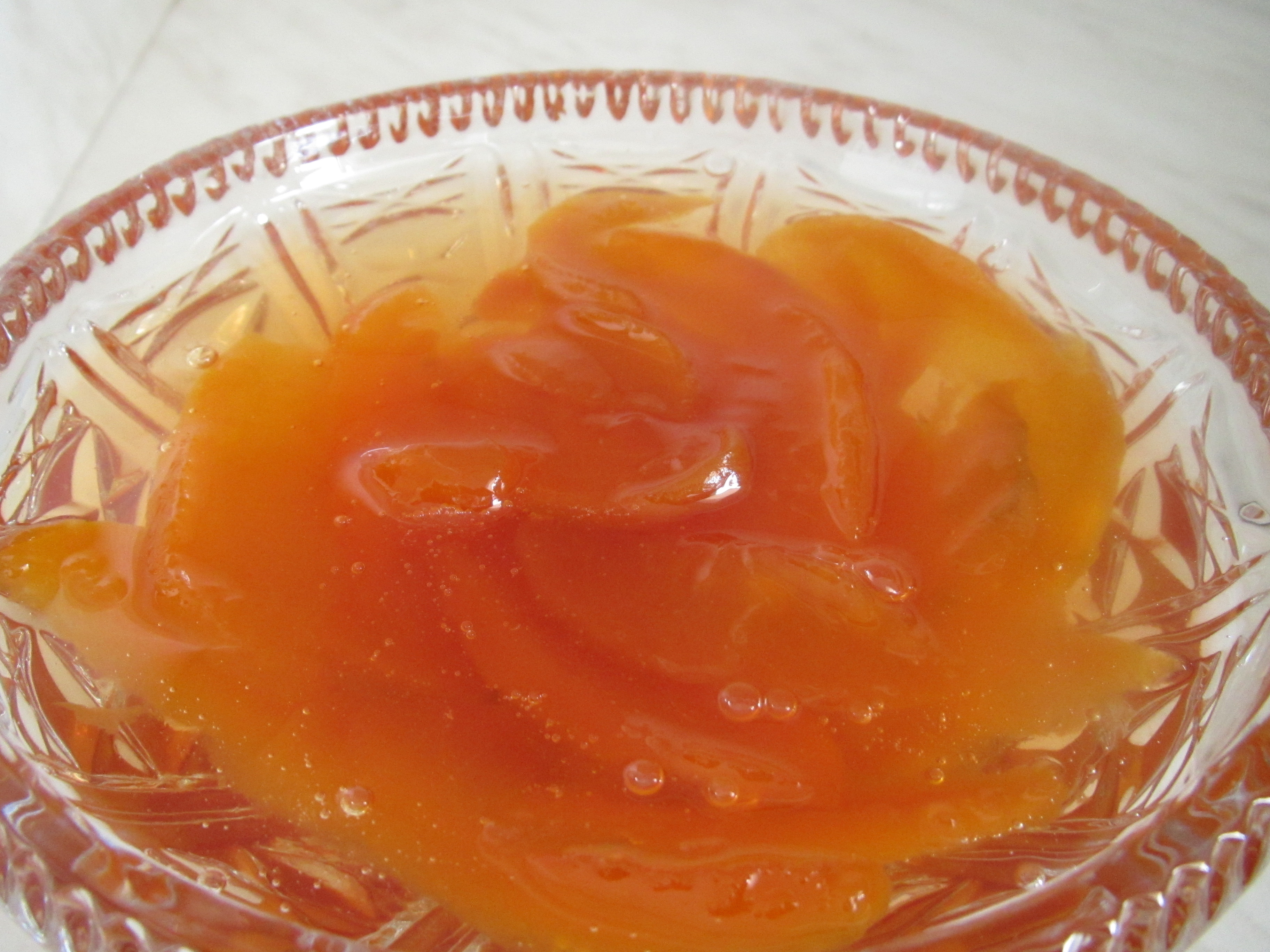
Персиковое варенье по-азербайджански

В кулинарии Азербайджана немало своеобразных по вкусу сладостей, которые подразделяются на три подгруппы — мучные, карамелеобразные и конфетообразные. В них содержится значительное количество добавок и пряностей: мак, орехи, миндаль, кунжут, имбирь, кардамон, ванилин и другие. К мучным изделиям относятся шекербура, пахлава, шекер-чурек, курабье бакинское, кята карабахская, бакинская, нахичеванская и гянджинская, мутаки шемахинские, пахлава нахичеванская. Национальные мучные изделия насчитывают более 30 наименований, причём в каждом районе имеются свои особые изделия. Особое место занимают шекинские сладости. Это шекинская пахлава, пешвенк, тел (терхалва), гырмабадам, при производстве которых используется рисовая мука, сахар, ядра орехов, сливочное масло, яичные белки и пряности.
В марте 2009 года кулинары Гянджи изготовили чудо-пахлаву. Длина этого кондитерского изделия, испечённого в честь праздника Новруз, составляет 12 метров, а ширина — четыре. Вес сладости около трёх тонн. Эти показатели позволили азербайджанской пахлаве установить рекорд и попасть в книгу рекордов СНГ. Кроме того, это изделие из слоёного теста претендует на место в Книге рекордов Гиннеса.
Иное назначение имеют шербеты. В отличие от таджикских и среднеазиатских (здесь они прежде всего сладость, десерт), азербайджанские шербеты представляют собой прохладительные напитки, а также играют роль питья, сопровождающего пловы. В качестве основного компонента в них, помимо фруктовых и ягодных соков, используются также настои и дистилляты ароматических частей растений — семян, почек и тому подобных, а фруктовая основа состоит из соков кислых фруктов и ягод.

## Перечень блюд

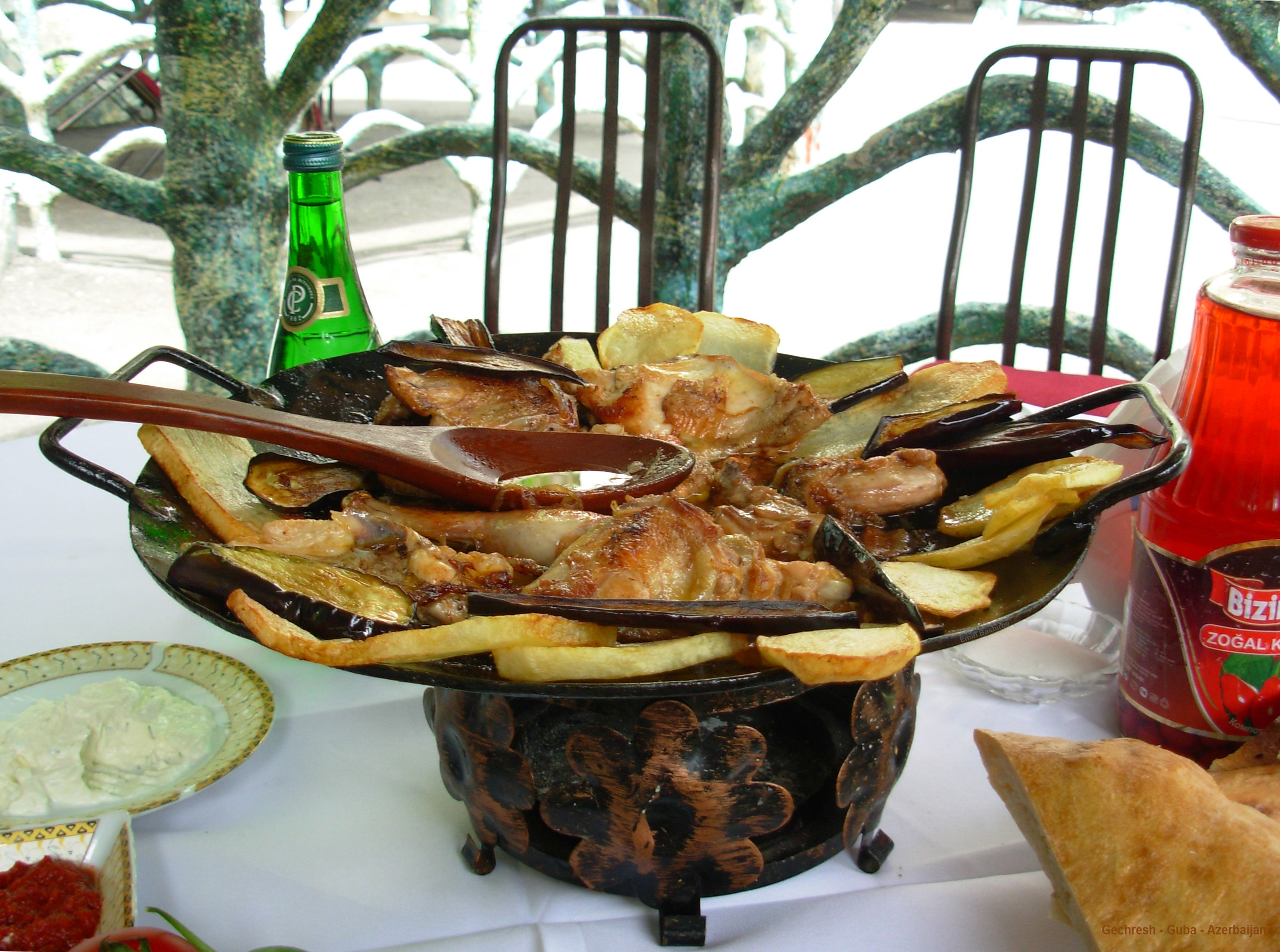
Садж (домашняя птица, картофель, баклажаны и другие овощи, приготовленные на плоской сковороде над горящими углями)

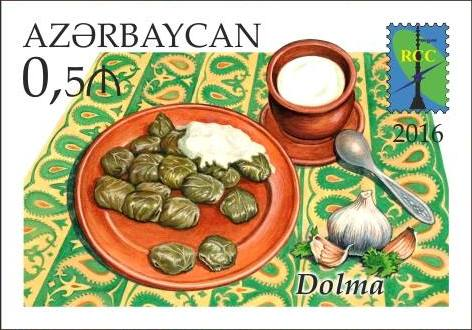
Азербайджанская долма из виноградных листьев

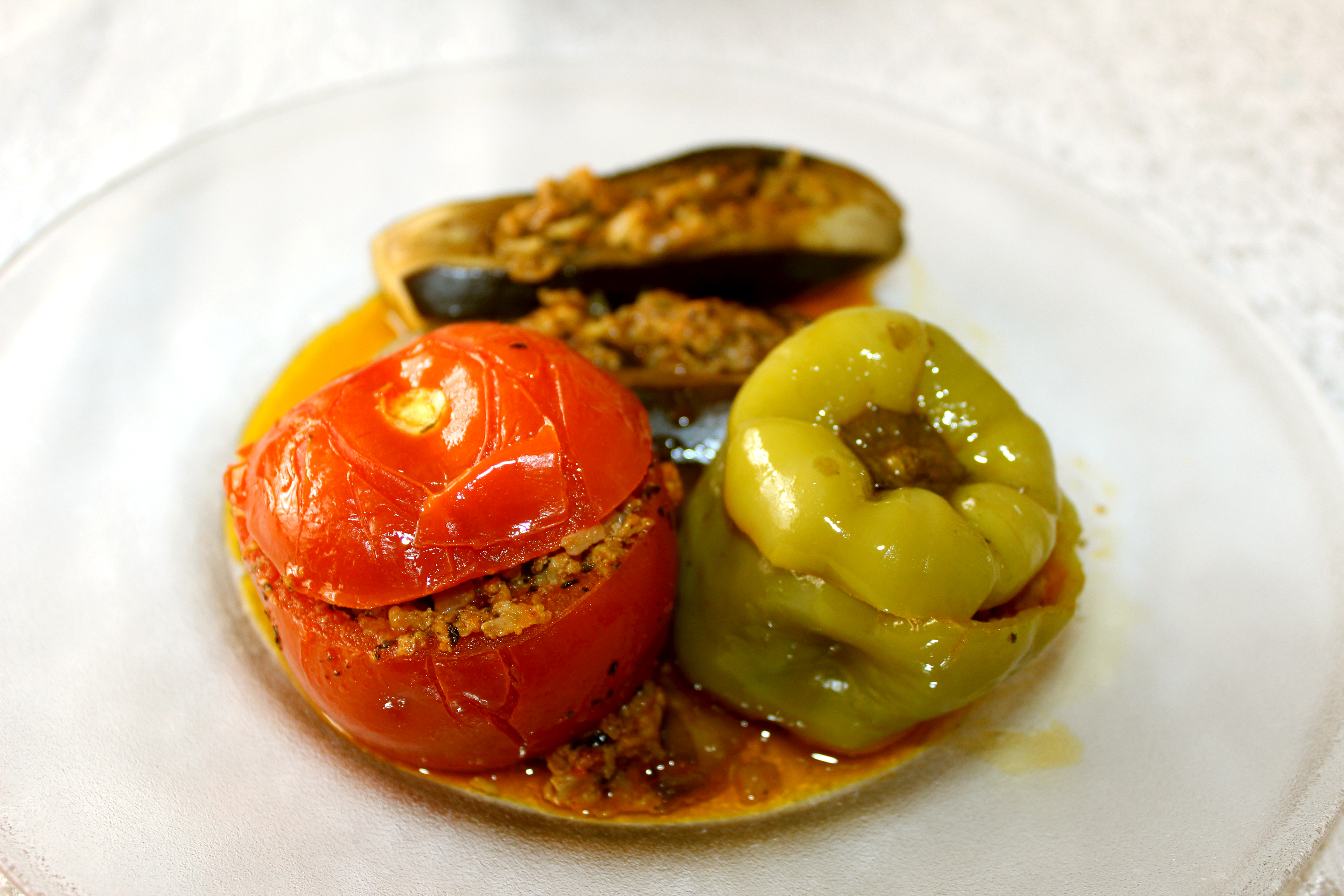
Азербайджанская долма «Три сестры», представляющая собой фаршированные помидоры, болгарский перец и баклажаны

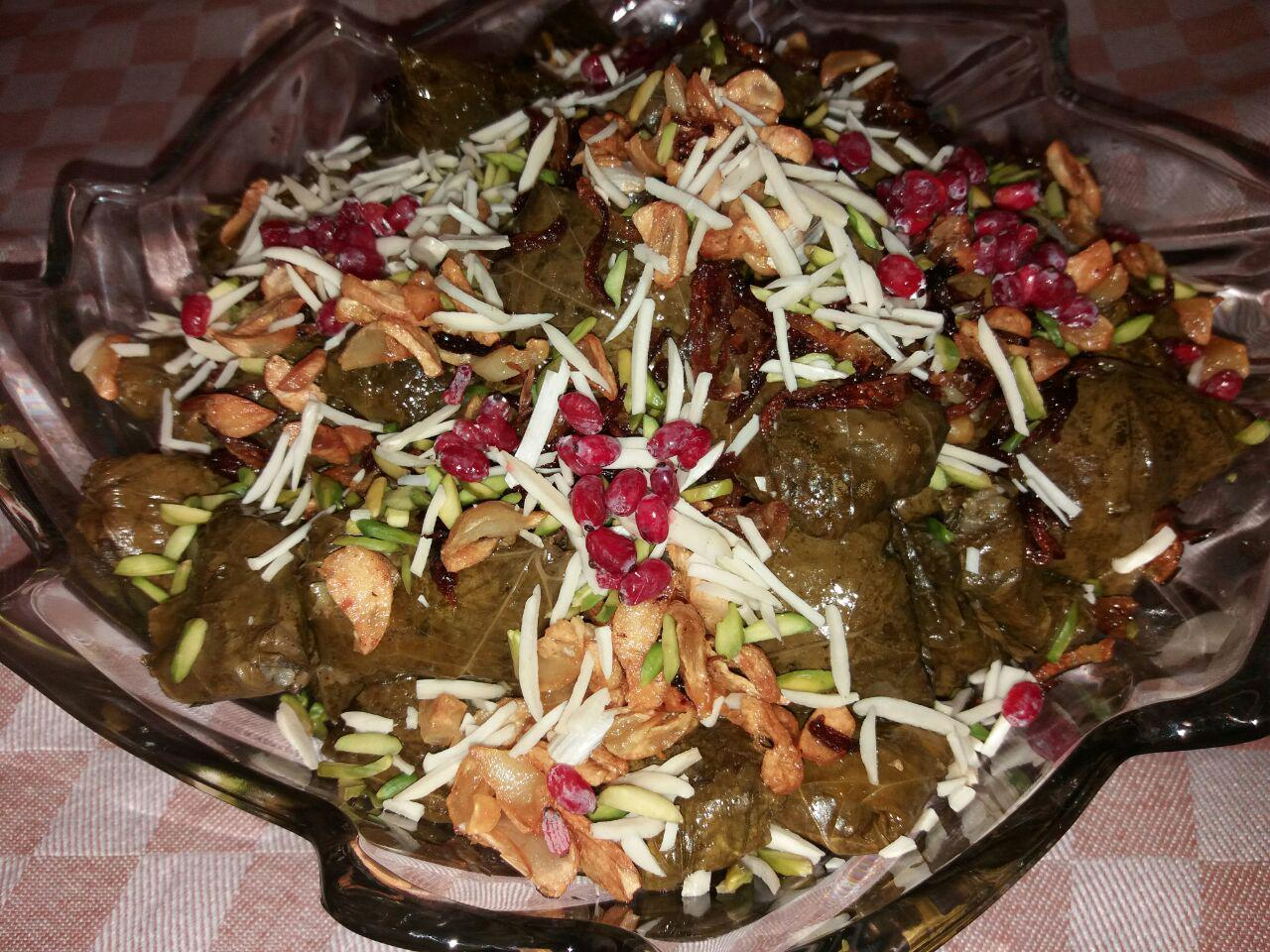
Долма из Тебриза, Иранский (Южный) Азербайджан

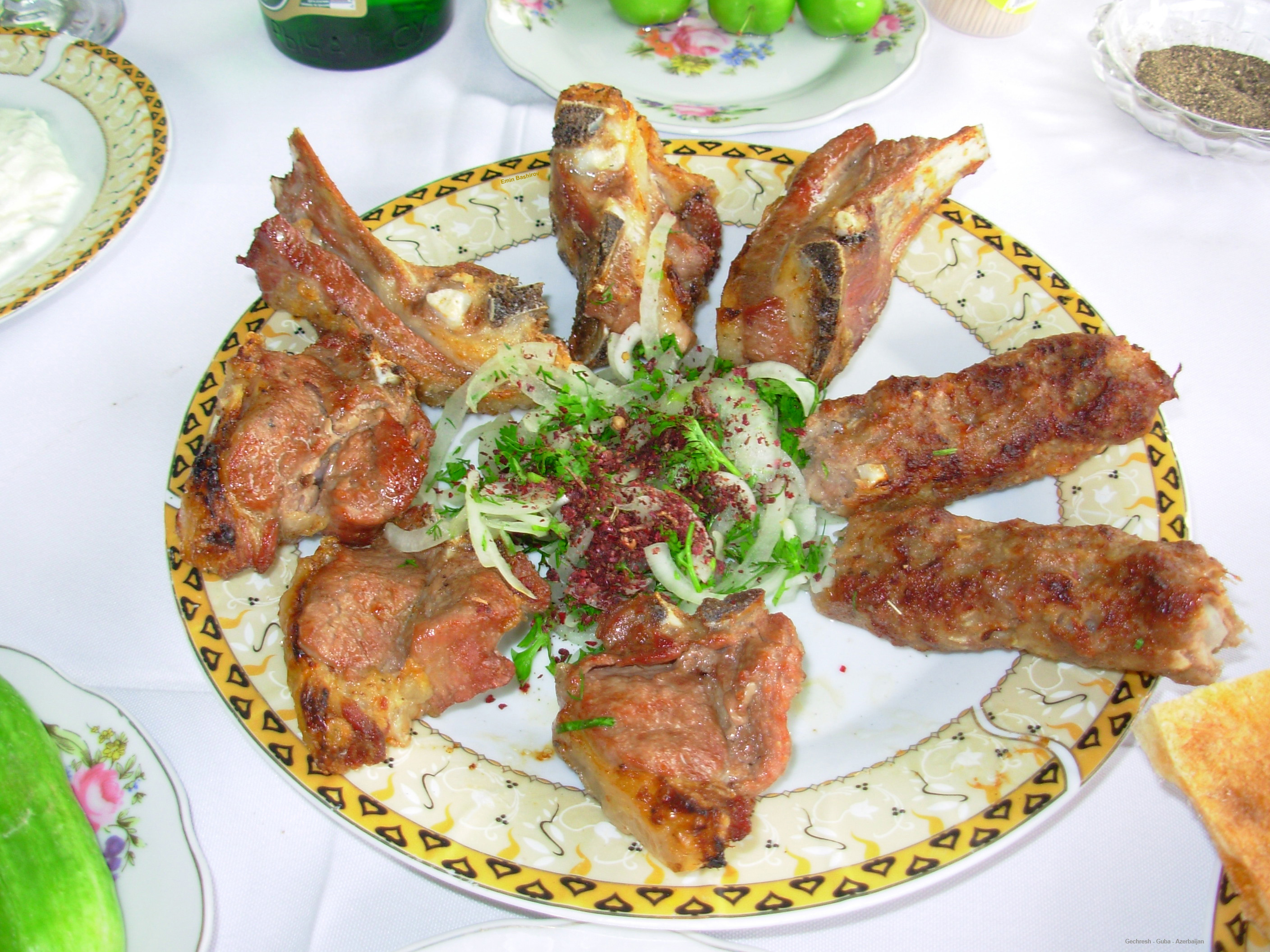
Тикя-кебаб и Люля-кебаб из баранины

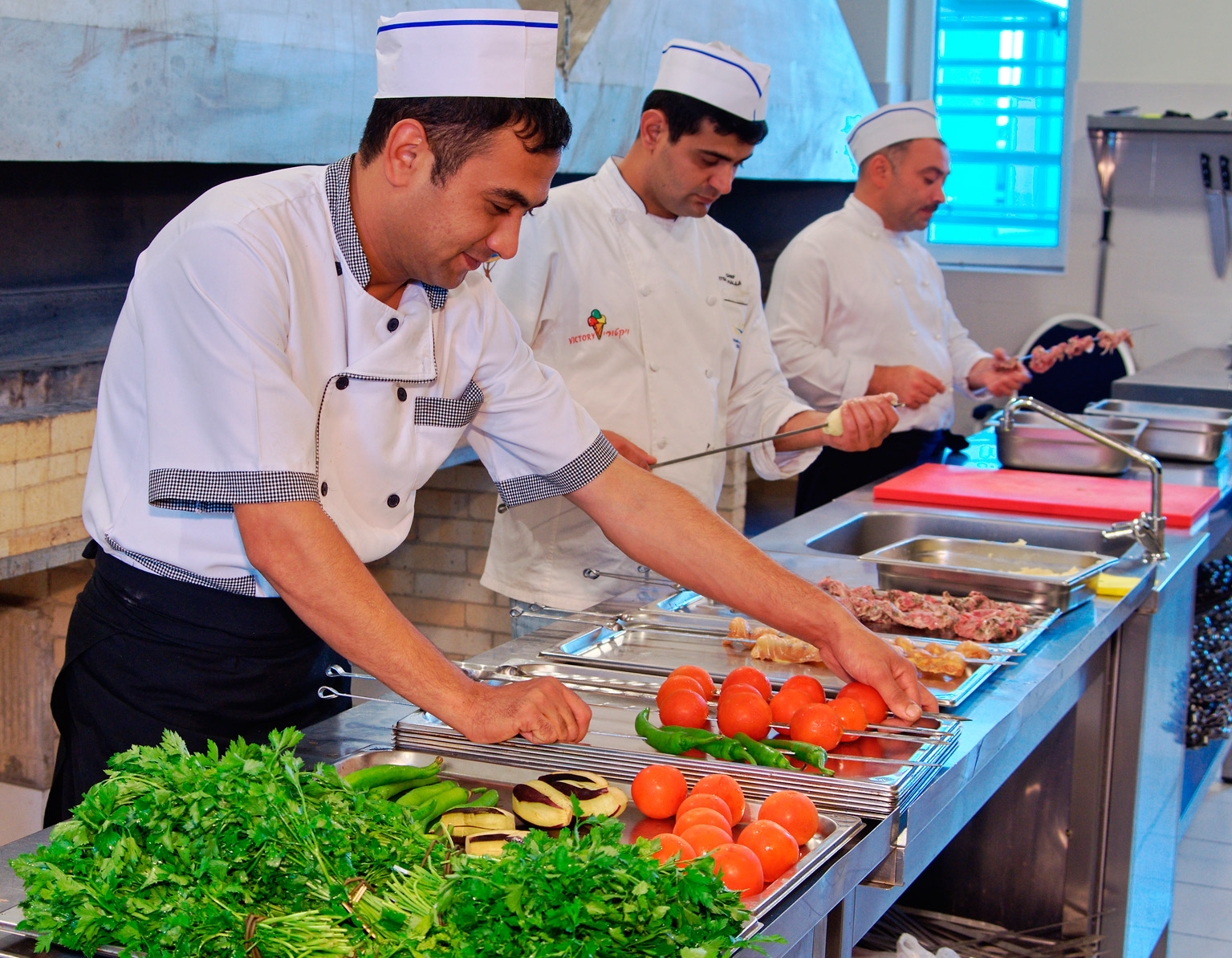
Приготовление кебаба

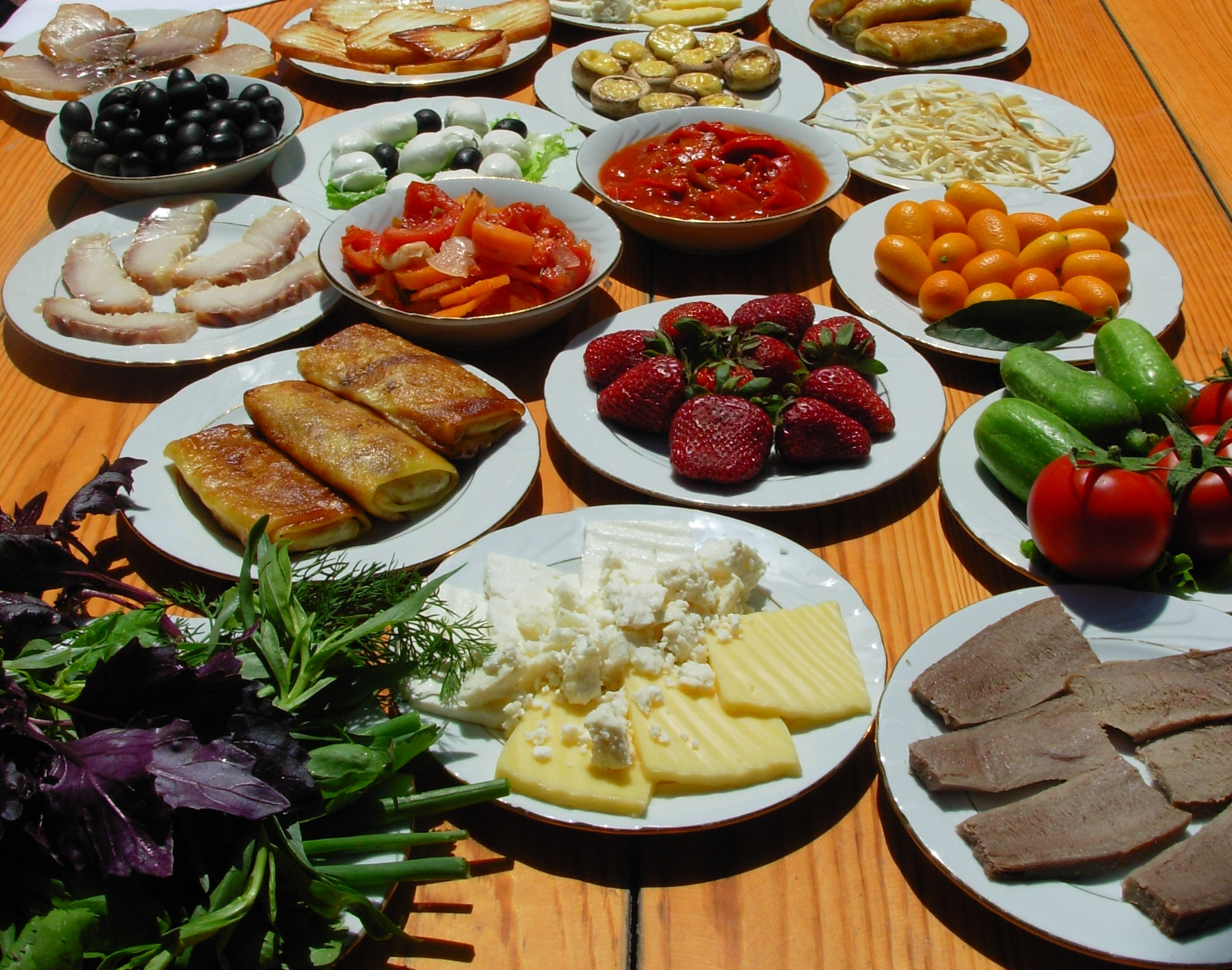
Традиционная холодная закуска в Азербайджане

### Холодная закуска
- Кюкю[14]
  - Кюкю из зелени
  - Кюкю из кутума
  - Кюкю из грецких орехов
- Фисинджан из лобио[15]
- Фисинджан из свеклы[15]
- Хяфта-беджэр[16]
- Аджабсандал

### Супы и бульоны
- Аришта[17]
- Бозбаш
  - Коурма-бозбаш
  - Кюфта-бозбаш[5]
  - Парча-бозбаш[5]
- Довга[5] — суп из простокваши с зеленью
- Дограмадж (овдуг) — овощной холодный суп из айрана
- Дюшбара[18] — суп с мелкими пельменями (на ст. ложке помещается от 8—10 пельменей)
- Калапыр[19]
- Келле-пача — бульон из головы и ножек барана, а также бараньего рубца
- Овдух[5]
- Пити[5] — суп из баранины, картофеля и бараньего гороха
- Соютма
  - Соютма из говядины[20]
  - Соютма из баранины
- Сулу хингал[21]
- Тоюг шорбасы[22] — куриный суп с рисом и сухофруктами
- Туршу-коурма
- Туршу-сыйыг
- Умач
- Хамраши[5] — суп из лапши
- Шиля — кашеобразная масса из куриного мяса и риса
- Хаш — бульон из ног говядины

### Горячие блюда

#### Плов
Распространение в Азербайджане имеют кушанья из риса, который преимущественно используют для приготовления плова, насчитывающего до 50 видов.
- Гийме-плов
- Лобиа-плов
- Мейве-плов
- Парча-дошеме
- Плов-чыхыртма
- Сабзикоурма-плов
- Сюдлю-плов
- Тоюг-плов
- Фисинджан-плов
- Дошеме-плов
- Шешрянч-плов
- Ширин-плов
- Шуют-плов

#### Блюда из мяса
Большим разнообразием отличаются блюда из мяса. Наиболее любимым мясом является баранина. Из свежей баранины и говядины приготовляют басдырма, из которой затем делают шашлык. Наиболее распространённым блюдом является пити и бозбаш (густые супы из баранины). Популярностью пользуются кюфте бозбаш (шарики величиной с яблоко из рубленного мяса). Рубленную баранину, заправленную рисом и специями, заворачивают в капустные (это блюдо называется келем долмасы), в солёные и свежие виноградные листья (ярпаг долмасы), начиняют баклажаны и помидоры. Из мелко нарубленной баранины, смешанной с луком и пряностями готовят люле кабаб. Наиболее распространённым блюдом из мяса птиц является чыгыртма.
- Алыча-коурма
- Бастурма — вяленое говяжье мясо
- Боз коурма[23]
- Буглама
  - Буглама из баранины
  - Буглама из говядины
- Гызартма[24]
- Дана бастырмасы
- Джиз-быз — бараньи внутренности, обжаренные с картофелем
- Долма
  - Долма из баклажана, помидора и перца («Уч баджи долмасы»)
    - Долма из баклажана с рисом, горохом и мятой («Дэли-долма»)

  - Долма из виноградных листьев («Ярпаг долмасы»)
  - Долма из капустных листьев («Кэлэм долмасы»)
  - Долма из липовых листьев («Пиб долмасы»)
  - Долма из лука («Соган долмасы»)
  - Долма из фруктов: айвы и яблока («Эйва долмасы» и «Алма долмасы»)
  - Долма огуречная («Хияр долмасы»)
- Чыхыртма
  - Гийма-чыхыртма
  - Тоюг чыхыртмасы
  - Лобиа чыхыртмасы
- Кебаб (шашлык)[5]
  - Джудже-кебаб
  - Картоф кебабы
  - Кебаб из овощей
  - Люля-кебаб[5]
  - Тике-кебаб
  - Гуйруг кебаб — из кусочков кюрдука
- Кюфта — фаршированные тефтели
  - Арзуман-кюфта — тефтели из задней ноги баранины, фаршированных крутым яйцом или маслом
  - Тава кюфтаси — говяжьи тефтели, обжаренные на сковороде
  - Тебризская кюфта — тефтели из баранины и говядины, фаршированные рисом, курагой, албухарой, сырыми яйцами, зеленью и горохом
  - Ордубадская кюфта[25]
- Лявянги[26][27]
- Нар коурма
- Сабзи коурма[5]
- Тава-кебаб[28]
- Тендир тойуг

#### Блюда из рыбы
В азербайджанской кухне используются виды рыб, водящиеся в Каспийском море, в особенности кутум (kütüm), лосось (qızılbalıq), осётр (nərə) и сельдь (siyənək). До введения моратория на отлов осетровых рыб и производственных ограничений, Азербайджан производил более 20 тысяч тонн осетра и осетровой продукции в год.
- Буглама из рыбы
- Долма из рыбы
- Кебаб из рыбы
- Рыбное лявянги

#### Мучные блюда
- Гуймаг — сладкая каша из обжаренной пшеничной муки
- Гюрза — «пельмени» удлинённой формы
  - Гюрза классическая[5]
  - Гюрза круглая
  - Гюрза по-нахичевански
- Кутабы — фаршированные лепёшки
  - Кутабы с зеленью
  - Кутабы с мясом[30]
  - Кутабы из вымени
  - Кутабы с тыквой
- Халва
  - Семени халвасы — халва, приготовленная на соке пророщенных зерен пшеницы
  - Умач-халва
- Хингал
  - Гийме-хингал[5]
  - Гуру хингал
  - Сулу хингал
- Хашиль — каша из пшеничной муки с дошабом (сироп из уваренного виноградного сока)
- Фирни — каша из рисовой муки
- Яйма — пресная рисовая каша

#### Вегетарианскиеблюда
- Галья
- Яичница «Юмурта-помидор»[31]
- Чыхыртма из баклажан
- Чыхыртма из шпината
- Яланчи-долма

### Сладкие блюда и выпечки
- Бадамбура

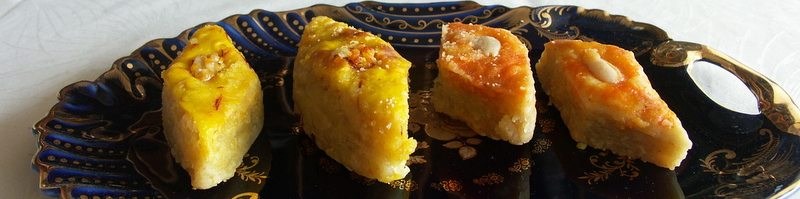
Азербайджанская пахлава из Гянджи

Бадамбура

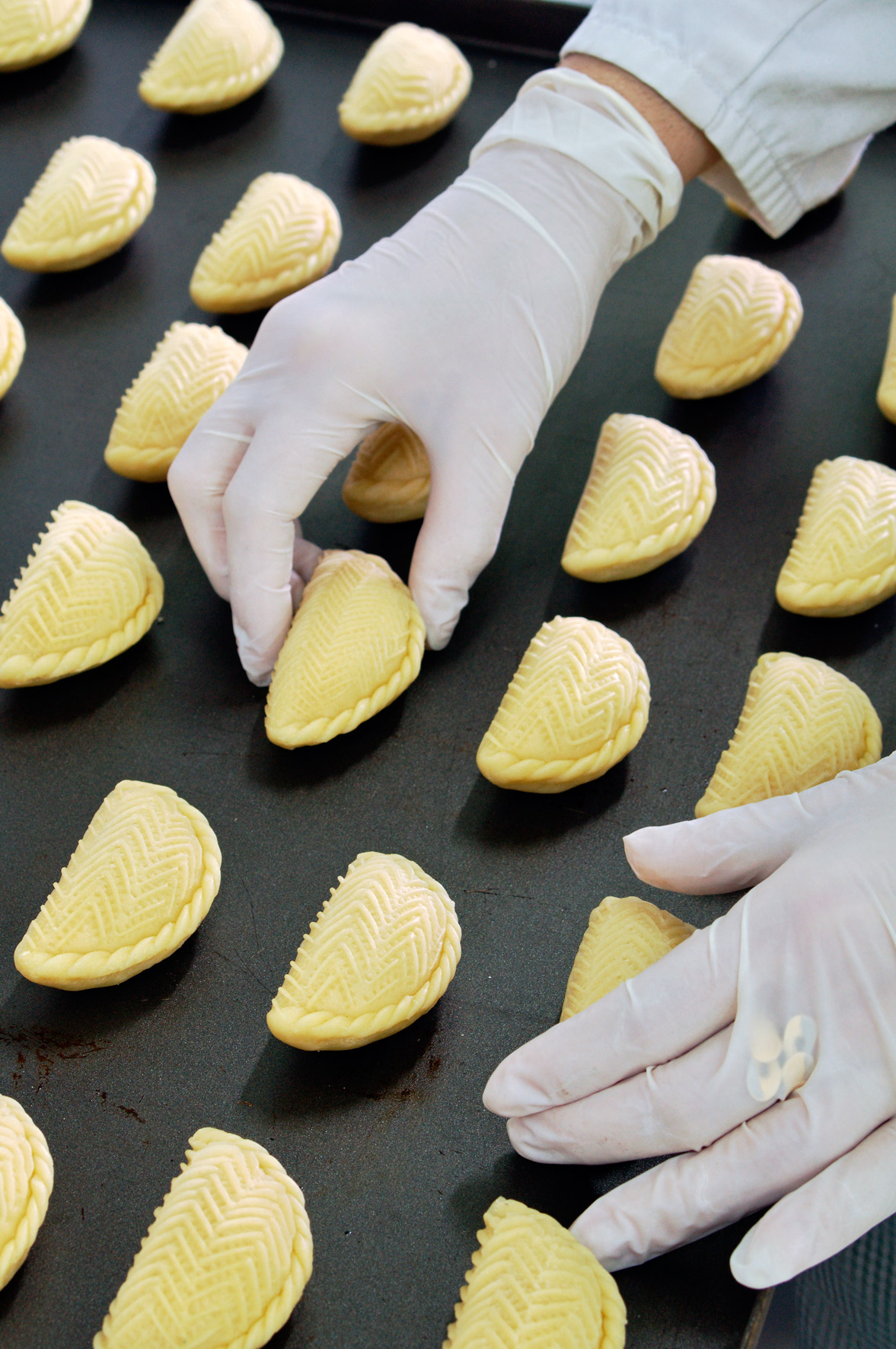
Выпечка шекербуры

- Зейран — крупная булка с жёлтой сахарной начинкой из муки
- Кята — хлеб со сладкой мучной начинкой
- Курабье — печенья из сливочного масла с повидлом
- Мутаки — рогалики с ореховой начинкой
- Нан азербайджанский — сдобное печенье
- Азербайджанская пахлава
  - Бакинская пахлава
  - Гянджинская пахлава
  - Нахичеванская пахлава
  - Шекинская пахлава
- Фесели
- Шекербура — сладкие пирожки с ореховой начинкой
- Шекерчёрек
- Шекинская халва
- Шор-гогал — солёная булка из слоёного теста с начинкой из пряностей. Бывает также подслащённый. Символизирует солнце[32].

### Молочные изделия
- Агуз
- Булама
- Катык
- Курут
- Сыр
  - Мотал
  - Сачах
  - Чанах
  - Шор
- Сузьма

### Хлебные изделия
В пищевом рационе азербайджанцев значительное место занимает хлеб. Его выпекают различными способами. В сельских местностях его пекли большей частью на железном слегка выпуклом листе садж. Широко была распространена выпечка хлеба в тендирах, которые и в наши дни бытуют в районах и даже городских центрах республики. В тендире пекли в основном чурек, нередко и лаваш. Весной и осенью готовят гутаб — род пирожков, начинённых мясом и зеленью.
- Аппек
- Лаваш
- Тендир чёрейи
- Фетир
- Юха (хлеб)

## Традиционные пряности
Различные ароматные добавки присутствуют во многих азербайджанских блюдах, но при этом не доминируют, добавляя вкусу блюда необходимый оттенок. Некоторые из них используются и в традиционных напитках (см. ниже).
- Кумин (cirə)
- Шафран (zəfəran)
- Мята (nanə)
- Фенхель (razyana)
- Тмин (zirə)
- Куркума (sarıkök)
- Имбирь (zəncəfil)
- Кардамон (hil)
- Корица (darçın)
- Гвоздика (mıxək)
- Сумах (sumaq)

## Напитки
- Айран
- Гэндаб
- Дошаб
- Искянджеби
- Кёремез
- Овшала
- Хошаб
- Чай
- Шербет